# Everything (软件)
Everything是一个私有的免费Windows桌面搜索引擎，可以在NTFS卷上快速地根据名称查找文件和目录。由澳大利亚人大卫·卡彭特（David Carpenter）开发。

## 工作原理
当Everything第一次运行时，会通过主文件表中的文件元数据创建卷上每个文件和目录名称的索引。默认情况下，会索引所有挂载的NTFS卷。创建索引后，程序就会根据USN日志持续更新索引。Everything在索引中查找满足用户查找表达式的文件名，表达式可以是部分目标文件名，或使用正则表达式，并且在搜索关键字输入后立刻显示结果。
由于Everything并不索引文件内容，并且依赖于USN日志来过滤文件更新，因此只需占用很少的内存和处理器时间。Everything的索引过程和搜索过程执行非常快速（几乎瞬间完成）、占用资源极低，同时能实时更新索引数据库（索引文件极小）和搜索结果，这些特性在如今磁盘容量越来越大、用户文件越来越多的情况下使得Everything超越了传统桌面搜索工具而广受欢迎。

## 软件缺点
基于前面描述的工作原理，使得Everything的缺点和它的优点一样明显。
- 需要管理员权限：这样才能读取USN日志，由此带来了安全上的问题。
- 仅支持NTFS卷[10]：不支持目前大量移动设备使用的FAT文件系统，也不支持除Windows外的其他操作系统中常见的文件系统，如Linux[11][12]。不过，从Everything 1.3.0.629b（测试版）开始提供的文件列表功能[13]，为使用其他文件系统的用户和使用移动存储设备的用户提供了便利[14]。

## 多用户安全
由于Everything的工作原理，它在多用户环境中并不安全。在运行时它需要访问NTFS USN日志，因此必须以管理员权限运行，即必须通过特权账户或作为Windows服务。作为Windows服务时，可在没有管理员权限时实现搜索功能。然而，Everything会直接显示搜索结果而不根据当前用户权限过滤，所以每个用户都可以看到卷上的所有文件，就好像他们在使用管理员权限运行Everything。用户还可以双击Everything结果列表中的文件名来打开文件或运行程序（目标为可执行文件时），而此时Everything会以它自身的管理员凭据而不是当前用户的凭据运行文件。尽管可以通过服务或其他方法避免在打开文件时的权限提升，但仍没有明确的方法阻止普通用户列出他无权查阅的其他文件目录。

## 开发情况
2009年11月该软件发布了一个稳定版后，开发工作中断了三年。这场中断引发了用户担心与失望。2013年1月5日，该软件发布了新的测试版。

## 类似软件
- NTFS-Search[21]以及SwiftSearch[22] - 以类似方式工作的开源程序
- UltraSearch，一个可替代的免费软件[23]
- MasterSeeker
- Listary

## 参阅
- Listary
- 桌面搜索
- 搜寻引擎列表
- 日志文件系统
- NTFS